# Austrosynapha sergioi
Austrosynapha sergioi är en tvåvingeart som beskrevs av Duret 1977. Austrosynapha sergioi ingår i släktet Austrosynapha och familjen svampmyggor. Inga underarter finns listade i Catalogue of Life.